# Лизунов Павло Борисович
Павло Борисович Лизунов (нар. 18 червня 1951, тепер Російська Федерація) — український радянський діяч, новатор сільськогосподарського виробництва, тракторист колгоспу імені Леніна Бахчисарайського району Кримської області. Депутат Верховної Ради УРСР 10-го скликання.

## Біографія
У 1951 році разом із батьками переїхав до Бахчисарайського району Кримської області. З 1958 року навчався в середній загальноосвітній трудовій політехнічній школі села Вишневого Нахімовського району міста Севастополя.
Після закінчення школи з 1968 року працював причіплювачем на тракторі. Закінчив курси трактористів та курси шоферів. Член ВЛКСМ.
Служив у Радянській армії. Після демобілізації два роки працював шофером у Бахчисарайському районі Кримської області.
З 1970-х років — тракторист колгоспу імені Леніна села Тінисте Бахчисарайського району Кримської області.
Потім — на пенсії в селі Суворове Бахчисарайського району АР Крим.